# Persija Dżakarta
Persija Dżakarta – indonezyjski klub piłkarski z siedzibą w Dżakarcie.

## Historia
Klub Persija Dżakarta został założony 28 listopada 1928 jako VIJ (Voetbalbond Indonesische Jakarta). VIJ wspólnie z BIVB Bandung, SIVB Surabaya, MIVB (PPSM Magelang), MVB (PSM Madiun), VVB i PSM 19 kwietnia 1930 utworzył Persatuan Sepakbola Seluruh Indonesia, który potem przekształcił się w Indonezyjski Związek Piłki Nożnej. 
Po uzyskaniu przez Indonezję niepodległości klub zmienił nazwę na obecną – Persija Dżakarta. Przez wiele lat klub występował w rozgrywkach Perserikatan, dziewięciokrotnie je wygrywając w latach 1931–1979. W 1994 klub przystąpił do nowo utworzonej Premier Division. W 2001 Persija osiągnęła swój największy sukces w historii wygrywając rozgrywki Premier Division. Od 2008 klub występuje w rozgrywkach Liga Super Indonesia.

## Sukcesy

### Ligowe
- Perserikatan
- mistrzostwo(9): 1931, 1933, 1934, 1938, 1954, 1964, 1973, 1975, 1979
- wicemistrzostwo (5): 1932, 1951, 1952, 1978, 1988

- Liga Indonesia
- mistrzostwo(1): 2001
- wicemistrzostwo (1): 2005

### Pucharowe
- Piala Indonesia
- finalista (1): 2005

- Bang Yos Gold Cup
- zwycięstwo(1): 2003

- Trofeo Persija
- zwycięstwo(2): 2011, 2012

- Bang Ali Cup
- zwycięstwo(1): 1977

- Siliwangi Cup
- zwycięstwo(2): 1976, 1978

- Jusuf Cup
- zwycięstwo(1): 1977

- Surya Cup
- zwycięstwo(1): 1978

- Marah Halim Cup
- zwycięstwo(1): 1977

### Międzynarodowe
- Quoch Khanh Saigon Cup/Ho Chi Minh City Cup
- zwycięstwo(1) 1973

- Brunei Invitation Cup
- zwycięstwo(2) 2000, 2001

## Skład na sezon 2015
| Nr | Poz. | Piłkarz                     |
| -- | ---- | --------------------------- |
| 3  | OB   | Vava Mario Yagalo           |
| 4  | OB   | Syaiful Indra Cahya         |
| 5  | OB   | Alfin Tuasalamony           |
| 6  | OB   | Ambrizal                    |
| 7  | PO   | Ramdhani Lestaluhu          |
| 9  | PO   | Stefano Lilipaly            |
| 11 | PO   | Rudi Setiawan               |
| 14 | OB   | Ismed Sofyan                |
| 16 | PO   | Delton Stevano              |
| 17 | PO   | Mahadirga Lasut             |
| 19 | PO   | Rendy Irawan                |
| 20 | NA   | Bambang Pamungkas (kapitan) |
| 21 | PO   | Amarzukih                   |
| 23 | NA   | Firmansyah Priyatna         |

| Nr | Poz. | Piłkarz             |
| -- | ---- | ------------------- |
| 24 | PO   | Gilbert Dwaramury   |
| 26 | BR   | Andritany Ardhiyasa |
| 29 | BR   | Adixi Lenzivio      |
| 31 | BR   | Reky Rahayu         |
| 32 | PO   | Novri Setiawan      |
| 33 | PO   | Andro Levandy       |
| 35 | BR   | Daryono             |
| 52 | OB   | Alan Aciar          |
| 70 | PO   | Abdul Lestaluhu     |
| 77 | OB   | Abduh Lestaluhu     |
| 81 | PO   | Muhammad Ilham      |
| 89 | OB   | Gunawan Dwi Cahyo   |
| 99 | NA   | Jewgienij Kabajew   |

## Znani piłkarze w klubie
| - Ahmad Ayad - Bambang Pamungkas - Budi Sudarsono - Elie Aiboy - Firman Utina - Ismed Sofyan - Ponaryo Astaman - Syamsul Chaeruddin | - Jendry Pitoy - Atep - Charis Yulianto - Harry Saputra - Pierre Njanka - Alex Brown - Oliver Makor - Frank Seator |

## Trenerzy
- Carlos García Cambón (?)
- Iwan Kolew (1999)
- Rahmad Darmawan (2006, 2010–11)

## Sezony wLiga Super Indonesia
| Sezon   | Uzyskane Miejsce |
| ------- | ---------------- |
| 2008–09 | 7                |
| 2009–10 | 5                |
| 2010–11 | 3                |